# MAZ-205 (Lastwagen)
Der Lkw MAZ-205 (russisch МАЗ-205, deutsche Transkription eigentlich MAS-205) war ein Lkw-Typ des sowjetischen Fahrzeugherstellers Minski Awtomobilny Sawod. Es war die Kipperversion des Pritschenwagens MAZ-200. Entwickelt wurde das Fahrzeug als JaAZ-205 im Jaroslawski Awtomobilny Sawod, wo zirka ein Jahr lang noch Fahrzeuge montiert wurden, bis die Fertigung 1948 an MAZ ging.

## Vorgeschichte

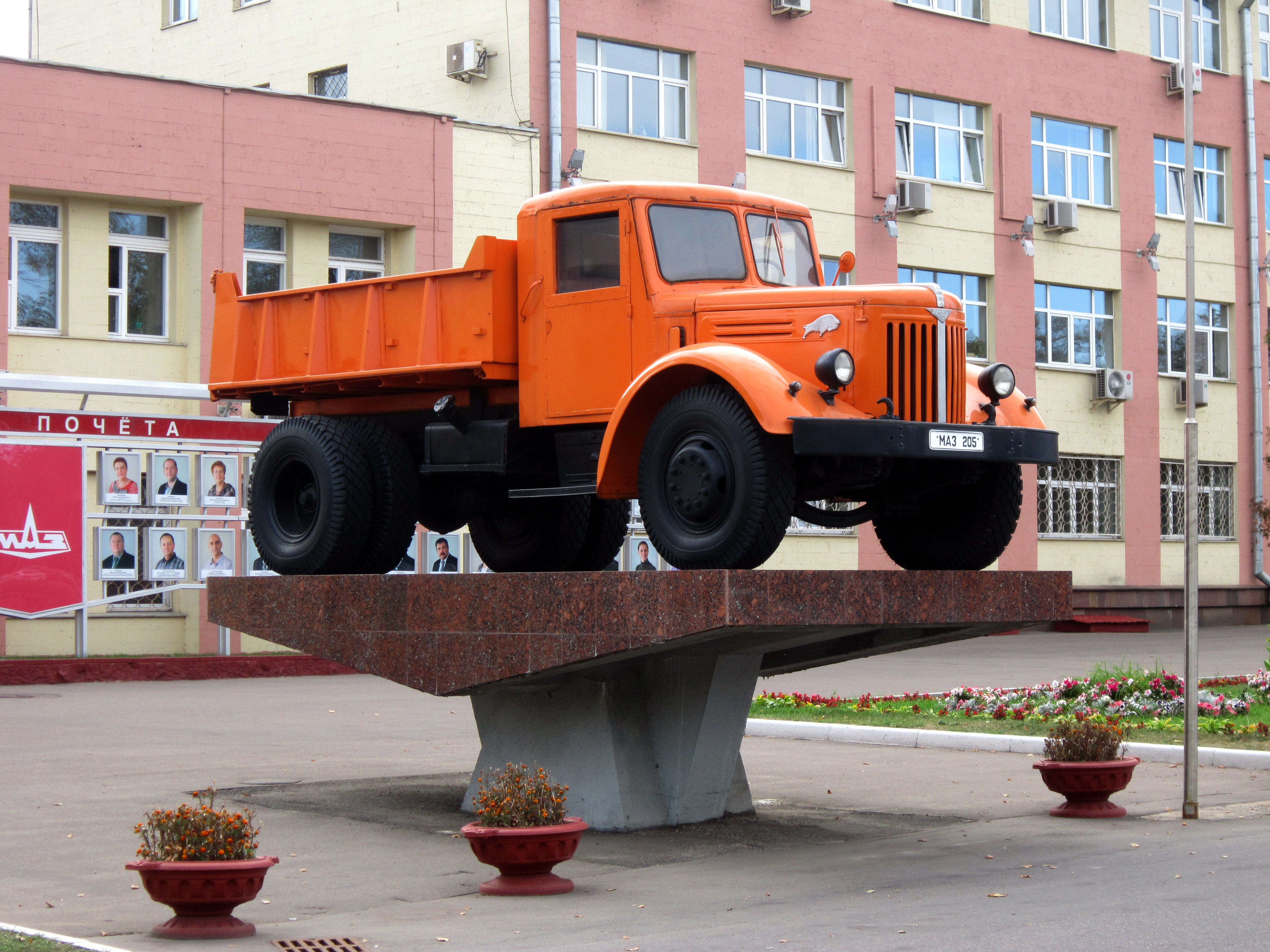
Der erhaltene MAZ-205 vor den Toren des MAZ-Werks in Minsk (2015)

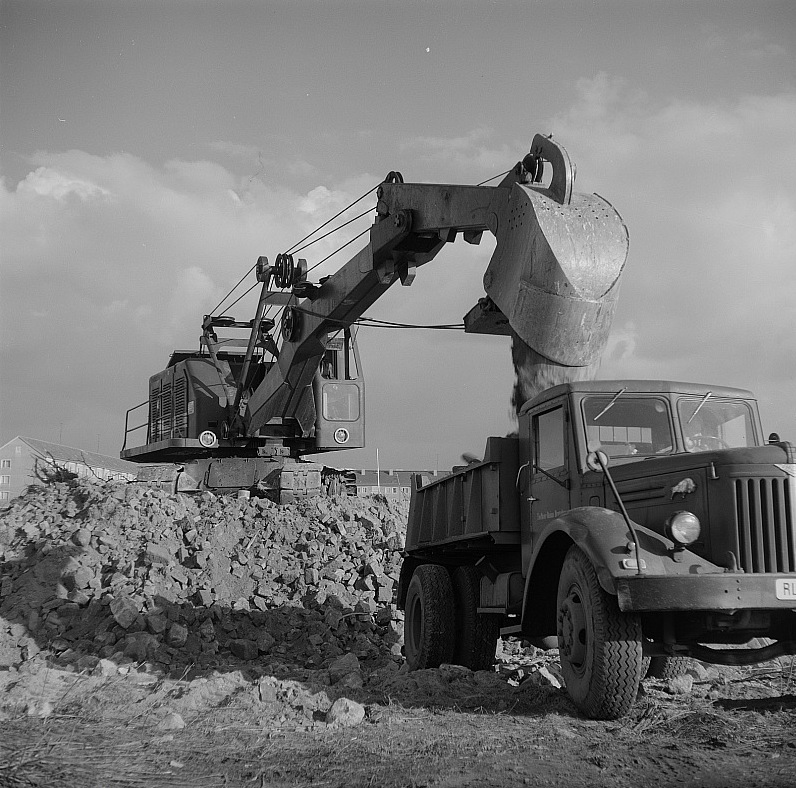
Ein MAZ-205 in Dresden (um 1950)

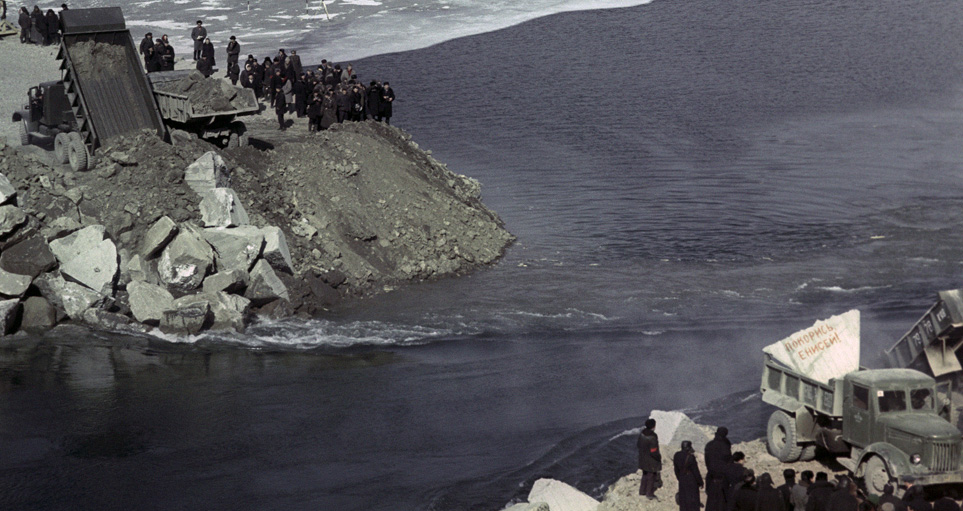
MAZ-205 (rechts unten) beim Bau der Staumauer des Krasnojarsker Stausees (1963)

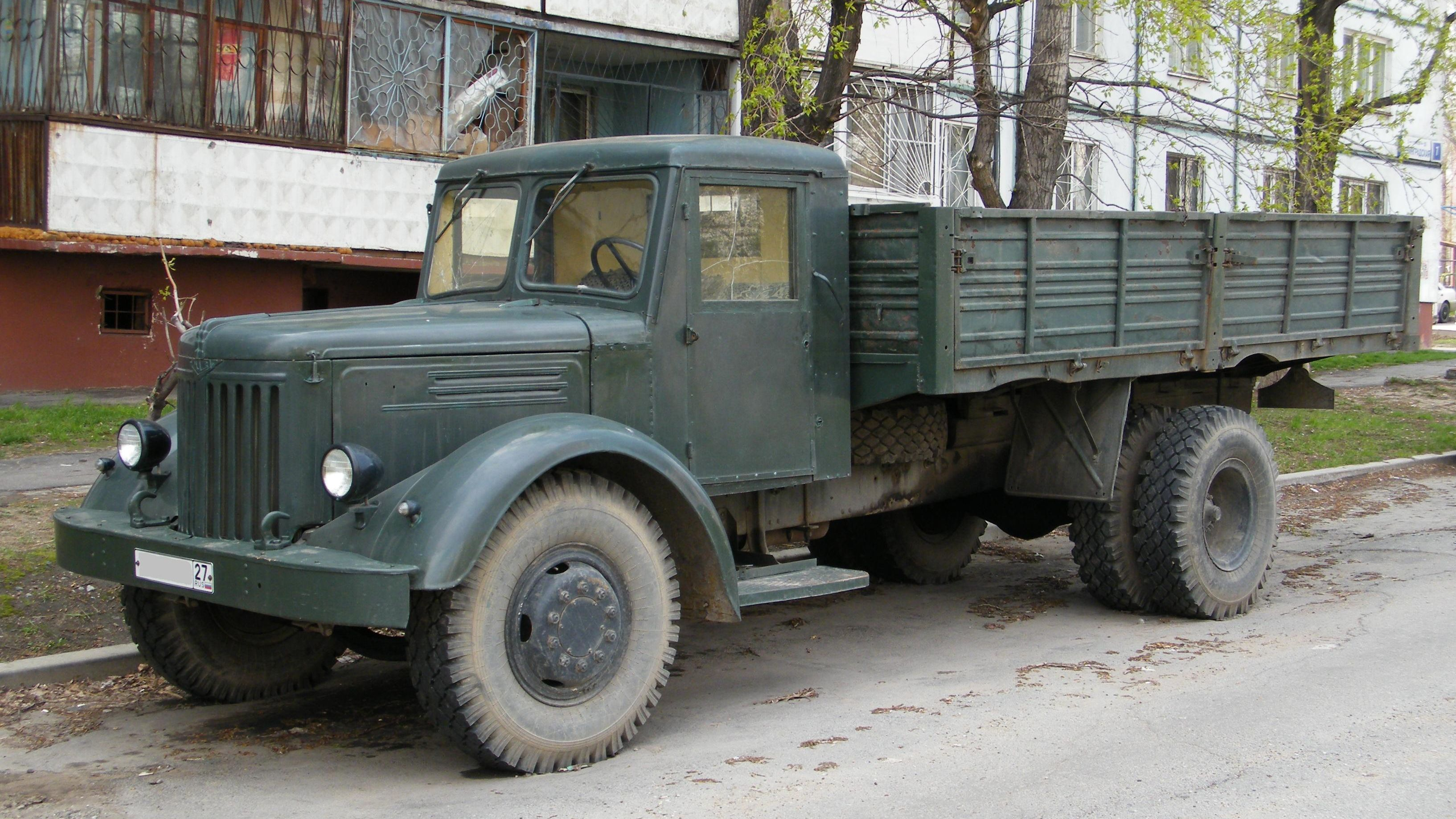
Ein MAZ-200, die technische Grundlage für den MAZ-205

Bereits in den 1940er-Jahren wurde im Jaroslawski Awtomobilny Sawod (JaAZ) der JaAZ-200 entwickelt. Die offizielle Präsentation vor der Öffentlichkeit fand am 19. Juli 1945 im Moskauer Kreml statt. Die Serienfertigung bei JaAZ begann im August 1947. Zirka 1800 der Automobile wurden dort hergestellt. Die nachfolgende Tabelle veranschaulicht die Produktionszahlen nach Baujahr. Der JaAZ-200W war die Ausführung als Zugmaschine.
Produktionszahlen nach Baujahr
| Typ       | 1947 | 1948 | 1949 | 1950 | 1951 | Summe |
| --------- | ---- | ---- | ---- | ---- | ---- | ----- |
| JaAZ-200  | 54   | 173  | 517  | 966  | 35   | 1745  |
| JaAZ-205  | 18   | 103* | -    | -    | -    | 121   |
| JaAZ-200W | -    | -    | -    | 52   | 2    | 54    |

* Davon gingen 99 Fahrgestelle zur Endmontage bereits an MAZ, 24 mit und 75 ohne Fahrerhaus.
Im Zuge der Spezialisierung der sowjetischen Nutzfahrzeugindustrie gab das Jaroslawski Awtomobilny Sawod 1948 die Fertigung des JaAZ-205 an das neu errichtete Minski Awtomobilny Sawod ab. Erst 1951 folgten die anderen Modelle der Baureihe. MAZ baute die Lastwagen ohne technische Veränderungen weiter. Einzig das Firmenlogo und der Kühlergrill, nun mit den typischen senkrechten Streben, wurden ausgetauscht.

## Beschreibung
Der MAZ-205 basiert technisch wie optisch auf dem Grundmodell der Baureihe, dem MAZ-200. Wie in der sowjetischen Nutzfahrzeugherstellung üblich erhielt er mit dem Kipperaufbau trotzdem eine eigene Typennummer. Gegenüber dem Standardlastwagen wurde der Radstand um 720 Millimeter gekürzt und der Kraftstofftank verkleinert. Obwohl das Leergewicht des Fahrzeugs durch den komplexeren Aufbau höher war als das der Grundversion mit Pritsche, war das zulässige Gesamtgewicht geringer.
Auf Grundlage des MAZ-205 wurde 1954 der Prototyp eines Kippers entwickelt, dessen Ladefläche nicht nach hinten, sondern zur Seite kippbar war. Das als MAZ-506 bezeichnete Fahrzeug ging jedoch nicht in die Serienfertigung.
Am 19. Mai 1959 verließ der 100.000ste Lastwagen das Werk in Minsk, ein MAZ-205.
Mit 18 Jahren Bauzeit wurde das Modell ungewöhnlich lange hergestellt. Gegen Ende der Produktionszeit gab es das Grundmodell MAZ-200 auch Sechszylindermotoren. Ob diese auch beim Kipper eingebaut wurden, ist nicht klar. Von 1963 bis 1965 wurden in kleinen Stückzahlen bereits die Lastwagen der neuen Generation um den MAZ-500 parallel gebaut. Grund war, dass die Motoren für die neuen Fahrzeuge schlecht verfügbar waren. 1965 wurde die Fertigung endgültig zu Gunsten des direkten Nachfolgers MAZ-503 eingestellt.
Im Einsatz erwiesen sich die Lastwagen als langlebig; teilweise wurden sie noch in den 1980er Jahren genutzt. Einige wenige Fahrzeuge sind bis heute erhalten geblieben. Eines davon befindet sich im restaurierten Zustand am Eingang des MAZ-Werkes in Minsk (siehe Bild rechts).
Der MAZ-205 kam, wie andere Fahrzeuge des Herstellers auch, auch in die Deutsche Demokratische Republik. Dort wurde er unter anderem beim VEB Talsperrenbau Weimar und beim Bau der Talsperre Gottleuba verwendet.

## Technische Daten
Für den MAZ-205.
- Motor: Vierzylinder-Zweitakt-Dieselmotor
- Motortyp: JaAZ-M204, später JaAZ-M204A
- Leistung: 110 PS (81 kW), später auf 120 PS (88 kW) gesteigert
- Hubraum: 4650 cm³
- Bohrung: 108,0 mm
- Hub: 127,0 mm
- Verdichtung: 17:1
- Höchstgeschwindigkeit: 52 km/h
- Tankinhalt: 105 l Dieselkraftstoff
- Verbrauch: 35 l/100 km
- Reichweite: 300 km
- Sitzplätze: 3
- Bordspannung: 24 V
- Anlasser: Typ ST26, 11 PS
- Antriebsformel: 4×2

Abmessungen und Gewichte
- Länge: 6065 mm
- Breite: 2640 mm
- Höhe: 2430 mm
- Radstand: 3800 mm
- Spurweite vorne: 1950 mm
- Spurweite hinten: 1920 mm
- Bodenfreiheit: 290 mm
- Abmessungen der Ladefläche (innen, L × B × H): 3000 × 2000 × 600 mm
- Wendekreis: 17 m
- Kippwinkel: maximal 50°
- Nutzlast: 6000 kg (auf befestigten Straßen, sonst 5000 kg)
- Leergewicht: 6600 kg
- zulässiges Gesamtgewicht: 12.825 kg
- Achslast vorne: 3560 kg
- Achslast hinten: 9265 kg
- Reifengröße: 12,00-20″